# Jakob Meck
Jakob Meck (* in Düsseldorf; † unbekannt) war ein deutscher Radrennfahrer.

## Sportliche Laufbahn
Meck war im Straßenradsport aktiv. Von 1909 bis 1922 war er Berufsfahrer. In seinem ersten Jahr als Radprofi gewann er das traditionsreiche Eintagesrennen Rund um Berlin vor Arno Ritter. Auch Nürnberg–Plauen–Nürnberg konnte er in jener Saison für sich entscheiden. Er wurde Zweiter bei München–Nürnberg–München hinter Fritz Schreiner, Zweiter der Meisterschaft von Berlin und bei Rund um Hannover sowie Dritter bei Berlin–Dresden–Berlin. In den nächsten Jahren holte er weitere vordere Plätze in deutschen Rennen. Zweiter wurde Meck im Großen Straßenpreis von Hannover, im Großen Straßenpreis vom Rhein und bei Hannover–Magdeburg–Hannover 1910 sowie bei Mailand–München 1912. Dritter wurde er bei Mailand–München 1910, bei Rund um Hannover und Rund um Berlin 1911, bei Nürnberg–Plauen–Nürnberg 1912 sowie bei Rund durch Westdeutschland 1913. In der Deutschland-Rundfahrt 1911 kam er auf den 4. Platz